# 海訥桑德
海訥桑德（瑞典語：Härnösand）是位於瑞典東北部翁厄曼蘭地區的一個城市。有人口約一萬八千人。海訥桑德是西諾爾蘭省的省府所在地。又有「高地海岸」之門的別稱。

## 外部連結
- 官方網站（页面存档备份，存于）